# 자동나무
자동나무(刺桐, Erythrina variegata)는 콩아과의 낙엽 교목이며, 송곳오동나무 또는 가시오동나무라고도 한다.

## 생태
높이는 일반적으로 최대 27 미터 정도까지 자라며, 어린 가지에 검은색 가시가 나 있는 것이 특징이다.
길이 20 센티미터 정도의 긴 잎자루에 세 개의 낱 잎이 붙어있으며, 잎 모양은 광란형(廣卵形)이고 잎맥이 뚜렷하다.
꽃의 크기는 20 센티미터 정도로 진홍색 또는 주홍색을 띄며, 긴 꽃대에 꽃꼭지가 있는 여러 개의 꽃이 붙어있고 폭죽 형태의 모양을 한다.
다른 콩과 식물과 마찬가지로 열매는 꼬투리로 맺히며, 검은색 씨가 빽빽하게 모여 있다.
꽃이 피는 시기는 3월에서 5월 정도이며, 열매가 맺히는 시기는 8월이다.

## 분포
원산지는 인도 아대륙, 인도차이나반도 등 아시아 열대 지역과 오스트레일리아의 그레이트배리어리프 해안 지역이며, 동아프리카, 스리랑카 등 인도양 지역, 피지, 필리핀, 대만, 중국의 남부 지방 일본의 난세이 제도 등 서태평양 지역 등지에서 자생한다.
특히 일본에서는 데이고(일본어: デイゴ)라고 불리며 오키나와현의 현화로 지정되었고, 중국 푸젠성의 취안저우시에서도 자동나무를 흔히 볼 수 있어 예로부터 '자동성'(刺桐城) 또는 '치둔'(몽골어: ᠴᠢᠳᠤᠨ Chidun)으로 불렸으며 이곳에서 비단 무역을 하던 아랍인 상인들에 의해 중세 유럽에 '자이톤'(Zaiton) 또는 '자이툰'(Zaitun)으로 알려지게 되었다.

## 이용
주로 관엽식물로 재배되며, 흰 꽃이 피는 품종인 알바(Alba) 등이 주로 선택된다.
또한 방풍림이나 생울타리로 이용되기도 하며, 잎은 단백질 함량이 높아 인도 등지에서 가축에게 주는 사료로 쓰인다.
이외에 일본 오키나와현에서는 칠기의 재료로 사용되며, 항균, 항염증, 항당뇨병 등의 효과가 있어 중의학이나 아유르베다 등에서 나무껍질은 콜레라, 이질, 경련 등의 질환의 약재로 쓰여지고 잎은 관절염, 신경통, 류머티즘의 진통제 및 구충제 등으로 활용된다.

## 독성
관목의 모든 부분에 독성을 지닌 알칼로이드, 사포닌, 사이아노젠 글리코사이드 등을 함유하고 있으며, 씨는 조리 과정을 거친 뒤 섭취가 가능하다.
그리고 씨와 나무껍질의 독성을 이용해 물고기를 기절시키는 용도로 쓰이는 등 어로에 이용되기도 한다.

## 문화
봄이 시작되는 3월 즈음부터 개화가 시작되기 때문에, 아시아 및 태평양 지역에서는 달력이 존재하지 않던 시대부터 계절을 알려주는 용도로 이용되었다. 특히 대만의 크바란족과 스리랑카 등지에서는 개화 시기에 설날을 맞이하며, 피지에서는 이 시기에 토란을 심는 전통이 있다.
또한 THE BOOM의 노래인 시마우타에서 자동나무꽃이 주요 소재로 등장하며, 류큐 대학에서는 일반적으로 일본의 대학 입시에서 합격을 뜻하는 의미로 쓰는 '벚꽃이 피다(サクラサク)' 대신 '자동나무꽃이 피다(デイゴサク)' 라는 용어를 사용해 합격 여부를 전보로 알린다.

## 사진

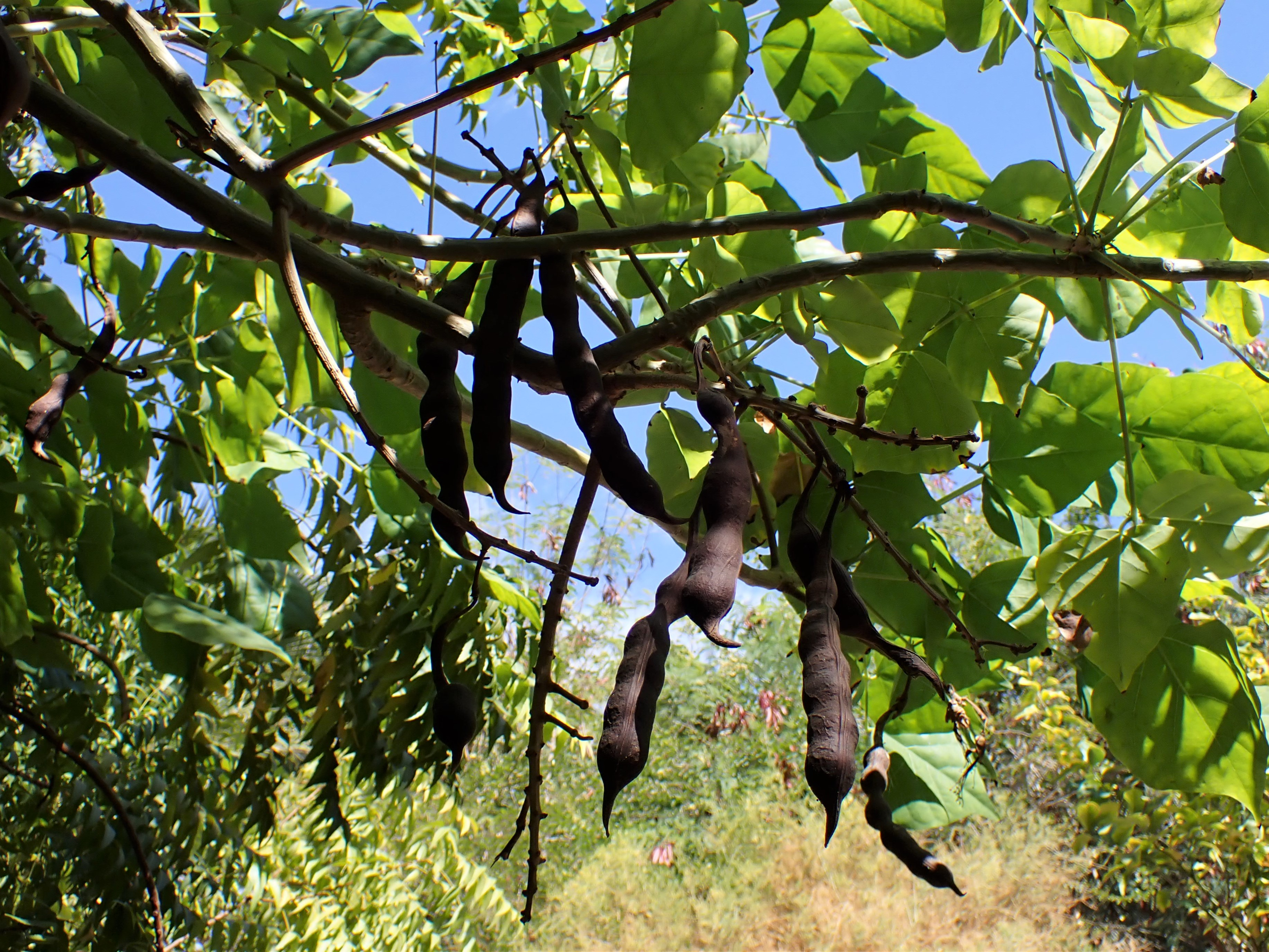
자동나무 열매.
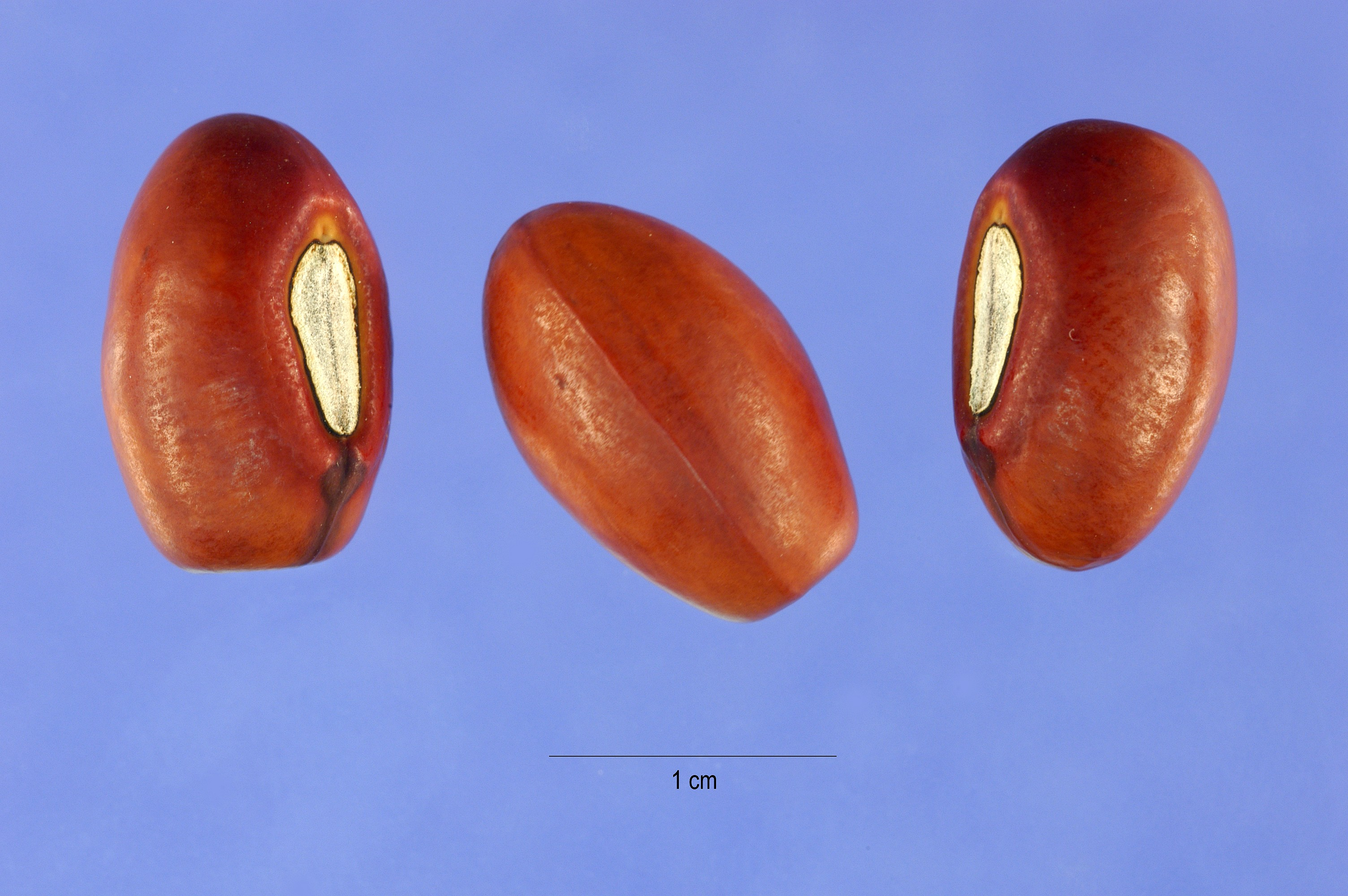
자동나무 씨.
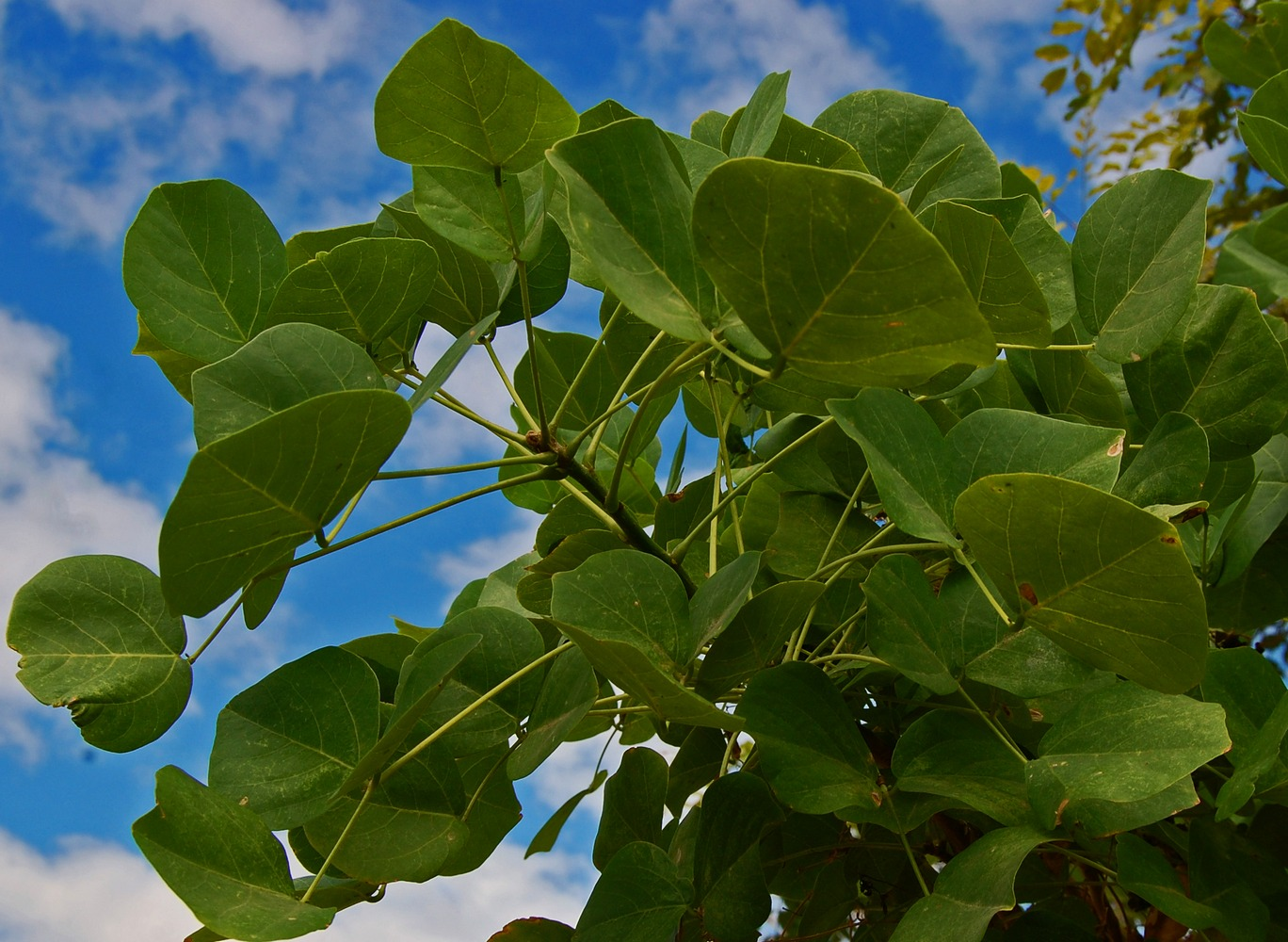
자동나무 잎.
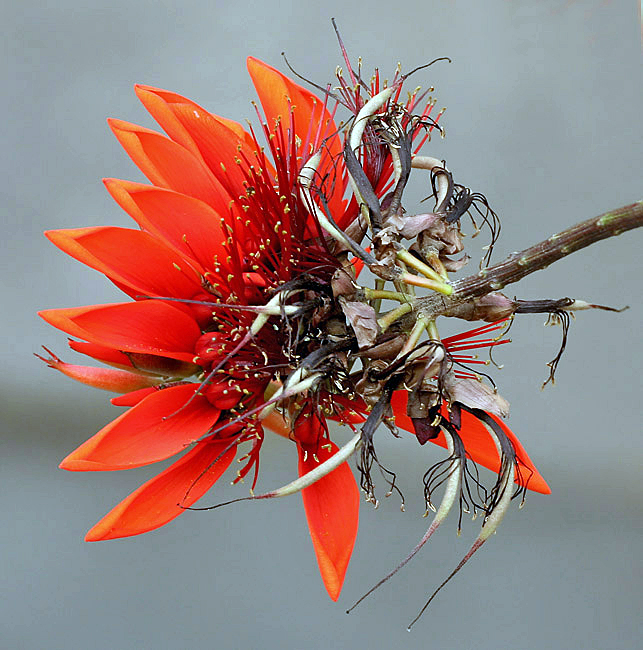
자동나무 꽃.
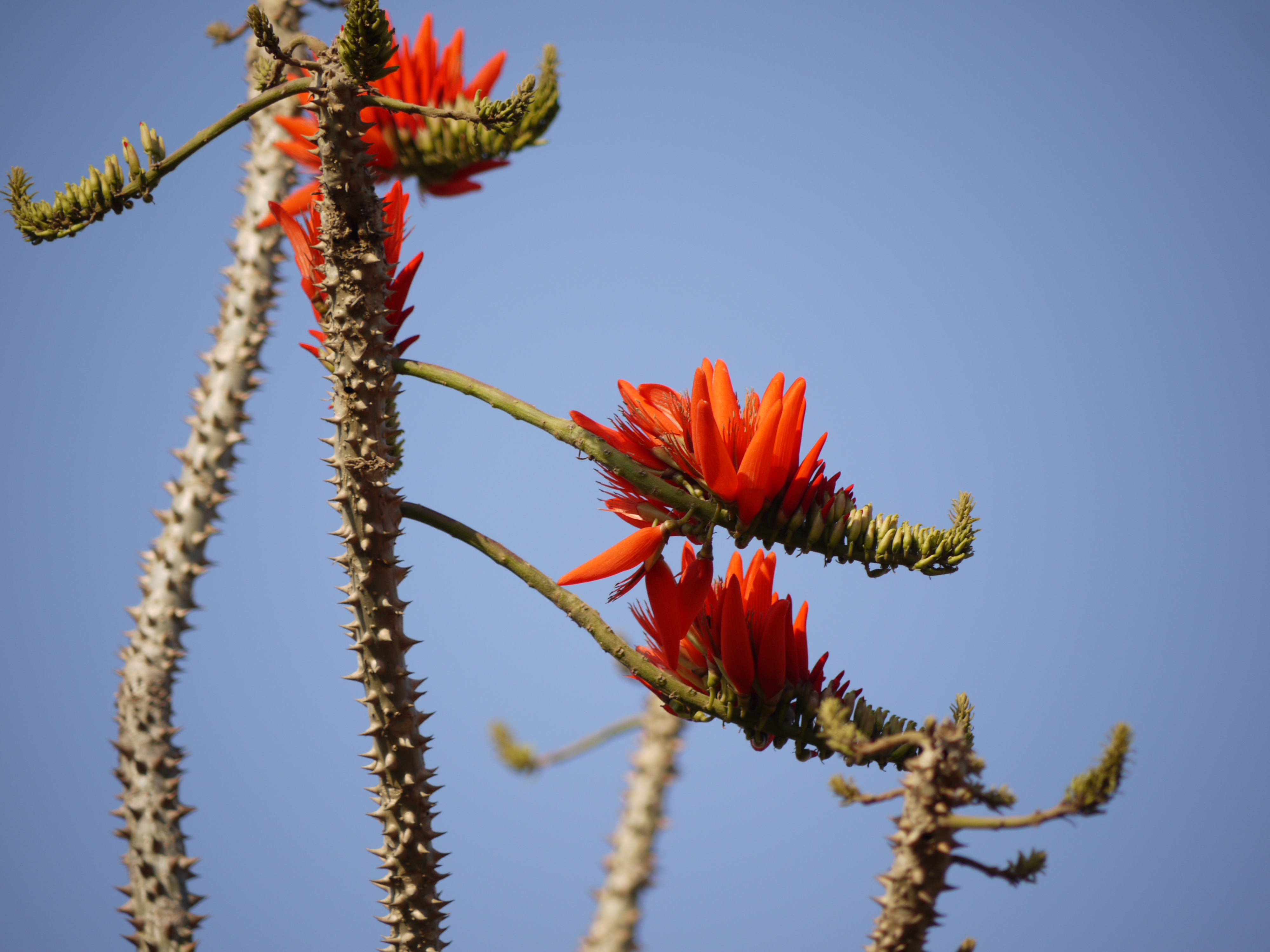
자동나무의 가시.